# 7-Eleven
7-Eleven (Seven-Eleven hay 7-11) là tên một chuỗi cửa hàng tiện lợi quốc tế. 7-Eleven vốn dĩ hoạt động theo hình thức nhượng quyền kinh doanh, là nhà khai thác, chuyển nhượng, cấp phép các cửa hàng tiện ích lớn nhất thế giới với hơn 50.000 đại lý, vượt hơn chuỗi nhà hàng thức ăn nhanh nắm giữ kỷ lục này trước đó McDonald's xấp xỉ 1.000 cửa hàng tính vào năm 2007. Công ty mẹ của thương hiệu này là Seven & I Holdings Co. Thương hiệu đã có mặt tại 16 quốc gia, với thị trường lớn nhất của nó là Nhật Bản (15.000), Hoa Kỳ (8.200), Thái Lan (6.800), Indonesia, Canada, Philippines, Hàn Quốc và Malaysia.
7-Eleven Nhật Bản điều hành hoạt động nhượng quyền của 7-Eleven trên toàn cầu và nó có trụ sở tại Tokyo.
7-Eleven Hoa Kỳ đặt trụ sở tại tòa nhà One Arts Plaza ở Downtown Dallas, Texas.